# Metropolitan Opera
Pour les articles homonymes, voir MET.
Le Metropolitan Opera ou le « Met » est une salle d'opéra située dans le centre culturel du Lincoln Center, dans l'arrondissement de Manhattan à New York, aux États-Unis.

## Historique

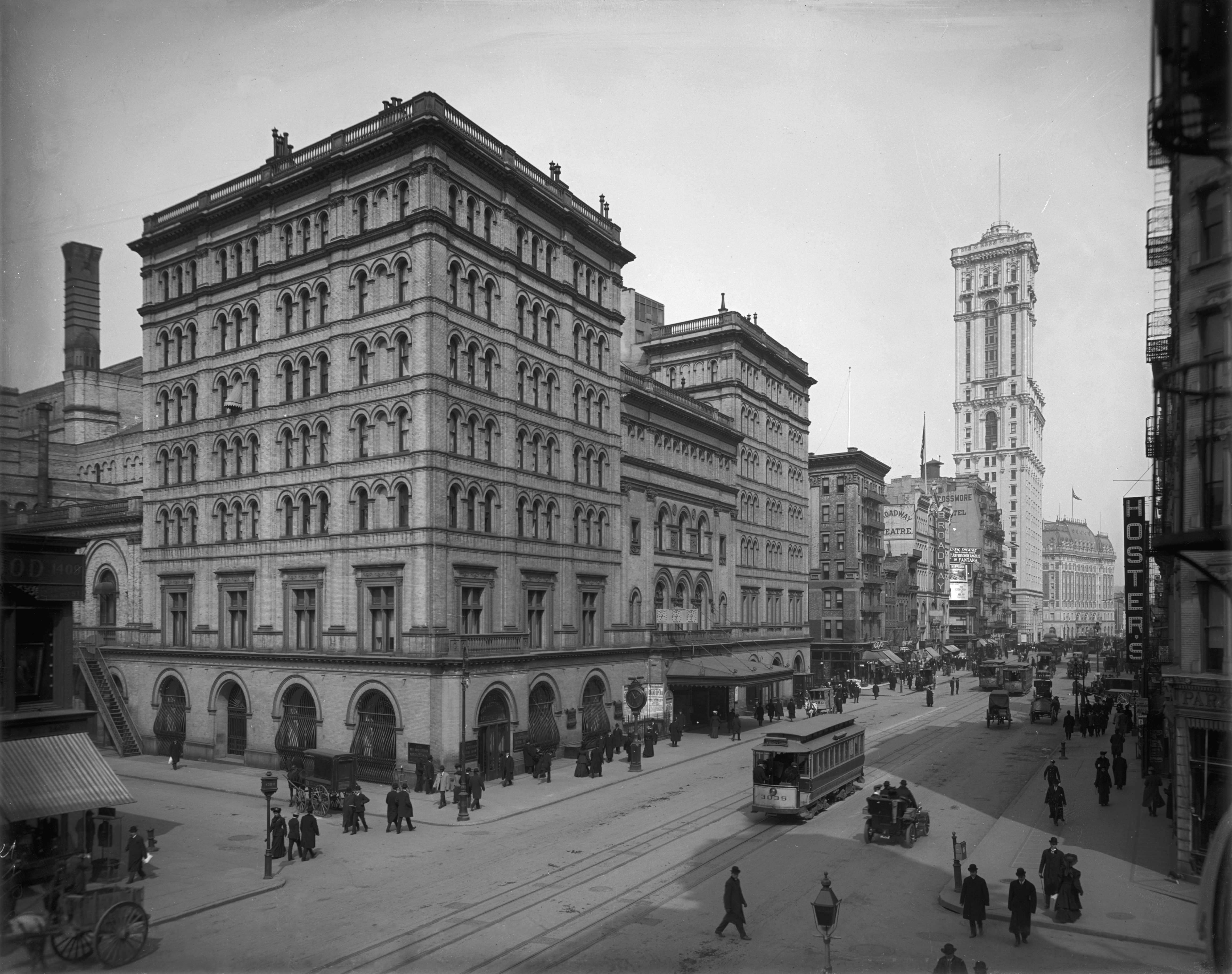
L'ancien opéra de New York sur Broadway, en 1905.

Le premier bâtiment, le Old Met, conçu par l'architecte J. Cleaveland Cady, à l'initiative de riches familles new-yorkaises insatisfaites de ne pas avoir de place à l'Académie de musique (en) sur la 14e rue, est inauguré le 22 octobre 1883. L'opéra Faust de Gounod est joué lors de cette inauguration, avec Italo Campanini (en) (Faust), Christine Nilsson (Marguerite) et Sofia Scalchi (Siebel),.
Il se trouvait au 1411 Broadway, entre la 39e et la 40e rue. Sa conception d'origine était défaillante sur plusieurs points, comme les espaces techniques de l'arrière scène ou le confort visuel d'une large partie du public. Un quart de la salle était occupé par des loges achetées à l'année par les familles mécènes.
Il fut endommagé par un incendie en 1892, puis, après restauration, resta utilisé jusqu'en 1966. Cette année-là, la compagnie d'opéra investit les nouveaux locaux du Lincoln Center. L'ancien bâtiment, n'ayant pu obtenir le statut de monument historique, fut rasé en 1967.
L'opéra actuel au Lincoln Center, œuvre de l'architecte Wallace K. Harrison, a ouvert ses portes le 16 septembre 1966 avec la première mondiale d’Antony and Cleopatra (en) de Samuel Barber.

## Architecture

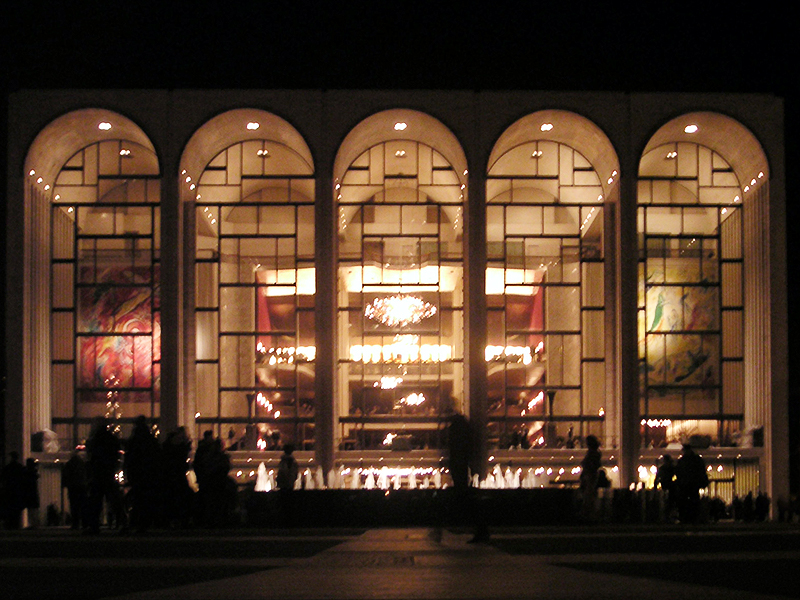
Metropolitan Opera.

Le bâtiment est recouvert de travertin et sa façade est ornée de cinq arches. Dans le hall d'entrée on trouve deux fresques réalisées par Marc Chagall. L'opéra offre 3 800 places, étalées sur différents niveaux. Le proscenium doré mesure 16 mètres de largeur et autant en hauteur. Le rideau principal, tissé en soie damassée, est le plus grand rideau du monde. Le Metropolitan Opera recèle beaucoup de systèmes mécaniques : sept ascenseurs, trois scènes coulissantes, la scène supérieure disposant d'un plateau tournant de 20 mètres de diamètre. Tout cet équipement permet d'alterner la programmation de différentes œuvres chaque soir,,.

## Créations
Cette maison d'opéra, depuis son ouverture, a réalisé 31 premières mondiales d'opéra, dont Il trittico de Puccini, et 95 premières pour les États-Unis. Avec la première du Comte Ory de Rossini, d'avril 2011, le Metropolitan Opera a mis en scène (ou en version de concert) 287 opéras.

## 125 ans
Durant la saison 2008-2009, le Met a fêté ses 125 ans avec un gala le 15 mars 2009 qui recréait des productions classiques. Ce gala célébra aussi les 40 ans de Plácido Domingo avec le Met.

## Radiodiffusion
Le Metropolitan Opera est également connu pour la radiodiffusion en direct de ses opéras dans le monde le samedi. La première eut lieu le 25 décembre 1931, avec la représentation d’Hansel et Gretel de Humperdinck. Pendant longtemps, la firme Texaco a commandité les retransmissions. Cette association a cessé en 2004 mais l'opéra a retrouvé d'autres commanditaires par la suite.

## Le Metropolitan Opera: en direct et en HD
Le Met se lance à partir de décembre 2006 dans une politique de diffusion en direct par satellite en salles de cinéma dans plusieurs pays du monde et par Internet. Les représentations sont notamment retransmises à La Géode de la Cité des sciences et de l'industrie de Paris. En 2012, la série HD Live du Met couvre 54 pays, en utilisant 10 caméras ainsi que 6 satellites. Le 11 février 2012, avec sa représentation le Crépuscule des dieux, le Met pulvérisa tous les records : 165 000 spectateurs dans le monde, et 1,8 million de dollars seul en Amérique du Nord en une soirée. Une des chanteuses du Metropolitain Opera commentait dans une interview : « samedi, je vais tout faire pour éviter de penser que je suis retransmise dans dix-sept pays » .
La saison 2011/2012 compte 2,6 millions de billets vendus pour les HD Live tandis que le Met enregistra, grâce au HD Live, 11 millions de dollars de bénéfices la saison 2010/2011. Peter Gelb, nommé patron du Met en 2005, précise que l'art lyrique doit innover pour durer. De plus, ce projet soutient les jeunes qui n'ont pas les moyens de s'offrir une place d'opéra, avec son prix bas (22 euros en moyenne dans l'Hexagone), ainsi que les personnes âgées n'ayant plus la force de traverser les États-Unis.
Le directeur du Metropolitan Opera, Peter Gelb, explique qu’une retransmission mondiale est un bon moyen pour « la survie du métier et au renouvellement du public ». Une des chanteuses Natalie Dessay précise que « tout le monde n'a pas l'occasion d'aller à l'opéra, surtout quand on habite une petite ville. Alors le Met, à New York ! Ce n'est même pas envisageable ! ».

## Direction générale
Liste des Directeurs généraux (General Manager) du Met.
- Henry Abbey
- Lepold Damrosch
- Walter Damrosch
- Maurice Grau (1898-1903)
- Heinrich Conried (1903-1908)
- Giulio Gatti-Casazza (1908-1933)
- Edward Johnson (1934-1950)
- Rudolf Bing (1950-1972)
- Göran Gentele (1972)
- Shuyler Garrison Chapin (1972-1975)
- Anthony A. Bliss (1975-1981)
- Bruce Crawford et Hugh Southern (1981-1990)
- Joseph Volpe (1990-2006)
- Peter Gelb (depuis 2006)

## Chef d'orchestre et directeur musical
- Anton Seidl (1884-1897)
- Walter Damrosch (1884-1891)
- Gustav Mahler (1908-1910) : chef principal
- Arturo Toscanini (1908-1915) : chef principal
- Artur Bodanzky (1915-1939) : chargé du répertoire germanique
- Erich Leinsdorf (1939-1942) : chargé du répertoire germanique
- George Szell (1942-1946)
- Fritz Busch (1945-1949)
- Fritz Reiner (1949-1953) : chef principal
- Dimitri Mitropoulos (1954-1960) : chef principal
- Erich Leinsdorf (1956-1962) : conseiller musical
- Rafael Kubelík (1973-1974) : chef principal
- James Levine (1973-2016) : chef principal jusqu'en 1975 ; puis directeur musical jusqu'en 2016
- Valery Gergiev (1997-2008) : chef principal invité
- Fabio Luisi (2011-2017) : d'abord chef principal invité 2009-2011 ; puis chef principal 2011-2017
- Yannick Nézet-Séguin : chef principal 2017–2020;  directeur musical depuis 2020

Le Metropolitan Opera reçoit deux International Opera Award en 2013, le premier pour l'orchestre et le second pour son accessibilité. Un troisième lui est décerné en 2020 pour ses chœurs.

## Manifestation de soutien après les attentats de Paris
L'orchestre et le chœur du Metropolitan Opera ont interprété La Marseillaise sous la direction de Plácido Domingo, en préambule à la représentation de la Tosca de Giacomo Puccini samedi 14 novembre 2015 en matinée. La brochure du programme avait été complétée avec un feuillet donnant les paroles de l'hymne national et mentionnant la solidarité du « met » avec les citoyens français à la suite des attentats du 13 novembre 2015 en Île-de-France.